# Keilor-Schädel
Als Keilor-Schädel wird der Überrest eines frühen Bewohners des australischen Kontinents bezeichnet, der 1940 zwei Kilometer nördlich von Keilor beim Abgraben von Sand entdeckt wurde. In seiner unmittelbaren Nähe wurden ferner mehrere Fragmente eines Oberschenkelknochens entdeckt. Zur Datierung der Funde liegen voneinander abweichende Ergebnisse vor: eine Radiokohlenstoffdatierung von Schädel und Oberschenkelknochen ergab ein Alter von jeweils rund 8000 Jahren, eine frühere Datierung der an den Knochen äußerlich anhaftenden Carbonate hatte rund 12.000 Jahre ergeben. 1943 war der Fund sogar in die Eem-Warmzeit datiert worden, was einem Alter von 120.000 Jahren entsprochen hätte.
Der kaum deformierte Keilor-Schädel ist den Datierungen zufolge deutlich jünger als Mungo Man, jedoch wesentlich besser erhalten als dieser. Seine Entdeckung verstärkte in den 1940er-Jahren die wissenschaftliche Kontroverse, die sich um die Frage der Abstammung der australischen Aborigines entsponnen hatte. So wurden seine anatomischen Merkmale sehr unterschiedlich interpretiert; beispielsweise wurde 1943 von D. J. Mahony eine Mischung tasmanischer und australoider Merkmale behauptet und damit scheinbar die These belegt, dass die Aborigines aus einer Vermischung mehrerer ursprünglich kulturell und biologisch getrennter Einwanderergruppen hervorgegangen seien.
Heute wird der Schädel – im Vergleich mit rezenten Aborigines – als etwas größer und kräftiger als diese gebaut interpretiert, jedoch nicht dramatisch von ihnen abweichend.

## Belege
1. ↑  Peter Brown: Beschreibung des Keilor-Schädels. Zuletzt eingesehen am 15. März 2022.
2. ↑  Peter Brown: Pleistocene homogeneity and Holocene size reduction: the Australian human skeletal evidence. In: Archaeology in Oceania. Band 22, 1987, S. 41–71
3. ↑   D. J. Mahony: The Keilor skull: geological evidence of antiquity. In: Memoirs of the National Museum of Victoria. Band 13, 1943, S. 79–81
4. ↑   Peter Brown: Coobool Creek: A morphological and metrical analysis of the crania, mandibles and dentitions of a prehistoric Australian human population. In: Terra Australis. Band 13, 1989, Department of Prehistory, Australian National University, Canberra

Koordinaten: 37° 42′ 0″ S, 144° 51′ 0″ O